# Hvalstadbroen
Hvalstadbroen (1872–1915) var en norsk jernbanebro, der i sin tid var Skandinaviens største træbro. Den blev bygget for at den nye smalsporede Drammenbanen kunne krydse Hvalstaddalen. Broen blev revet ned i forbindelse med udvidelsen af banen til normalspor i 1914–1915. I dag krydser togene Hvalstaddalen på en dæmning.